# Queturà
En el Gènesi, capítol vint-i-cinc, Queturà (en hebreu קְטוּרָה Qətûrāh) és una dona que va prendre Abraham després de la mort de Sara i amb la qual va tenir:
- Zimran
- Jocxan
- Medan
- Madian, ancestre dels madianites
- Ixbac
- Xúah